# Tanyura longiseta
Tanyura longiseta är en tvåvingeart som beskrevs av Kim 1994. Tanyura longiseta ingår i släktet Tanyura och familjen lövflugor. Inga underarter finns listade i Catalogue of Life.